# 781

## Esdeveniments
- Saragossa (Àndalus): Per acabar amb la rebel·lió del valí de la ciutat Hussayn ibn Yahya al-Ansarí, l'emir de Còrdova Abd-ar-Rahman I ad-Dàkhil envia un exèrcit comandat per Thalaba ibn Ubayd-Al·lah al-Judhamí, que posa setge a la ciutat i la sotmet.
- Regne d'Aquitània: Lluís I el Pietós, de 3 anys, fill de Carlemany, és nomenat rei d'Aquitània, de nova creació dins de l'Imperi Carolingi.
- Regne d'Aquitània: El comte de Tolosa, Corsó, és designat com a regent del regne, amb el títol de Duc d'Aquitània.
- Itàlia: Pipí, fill i subordinat de Carlemany, és coronat rei d'Itàlia pel papa Adrià I, amb la corona de ferro del Regne de Llombardia.
- Sicília: El governador romà d'Orient de l'illa es revolta contra l'emperador Constantí VI.
- Armènia: Els romans d'Orient derroten els àrabs i els obliguen a evacuar el territori cap a Síria.
- Japó: Comença el regnat de Kammu, 50è emperador.
- Parma (Itàlia): El rei Carlemany s'entrevista amb el monjo Alcuí de York per demanar-li ajuda en la seva necessitat d'una reforma educativa.
- La Seu d'Urgell (Tarraconense): Fèlix és ordenat bisbe de la ciutat.

## Naixements
- Pamplona (Navarra): Ènnec I Arista, primer rei de Pamplona i comte de Sobrarb (m. 852).
- Califat Abbàssida: Al-Jàhidh, intel·lectual àrab, escriptor de prosa i autor d'obres en literatura, biologia, zoologia, història, filosofia islàmica, psicologia, teologia mutazilita i polèmiques políticoreligioses. (m. 869)